# E48
La ruta europea E48 és una carretera que forma part de la Xarxa de carreteres europees. Comença a Schweinfurt (Alemanya) i finalitza a Praga (República Txeca). Té una longitud de 366 km. Té una orientació d'est a oest.